# Hareidlandet
Hareidlandet est une île habitée du comté de Møre og Romsdal, sur la côte de la mer de Norvège. L'île fait partie des communes de Ulstein et de Hareid.

## Description

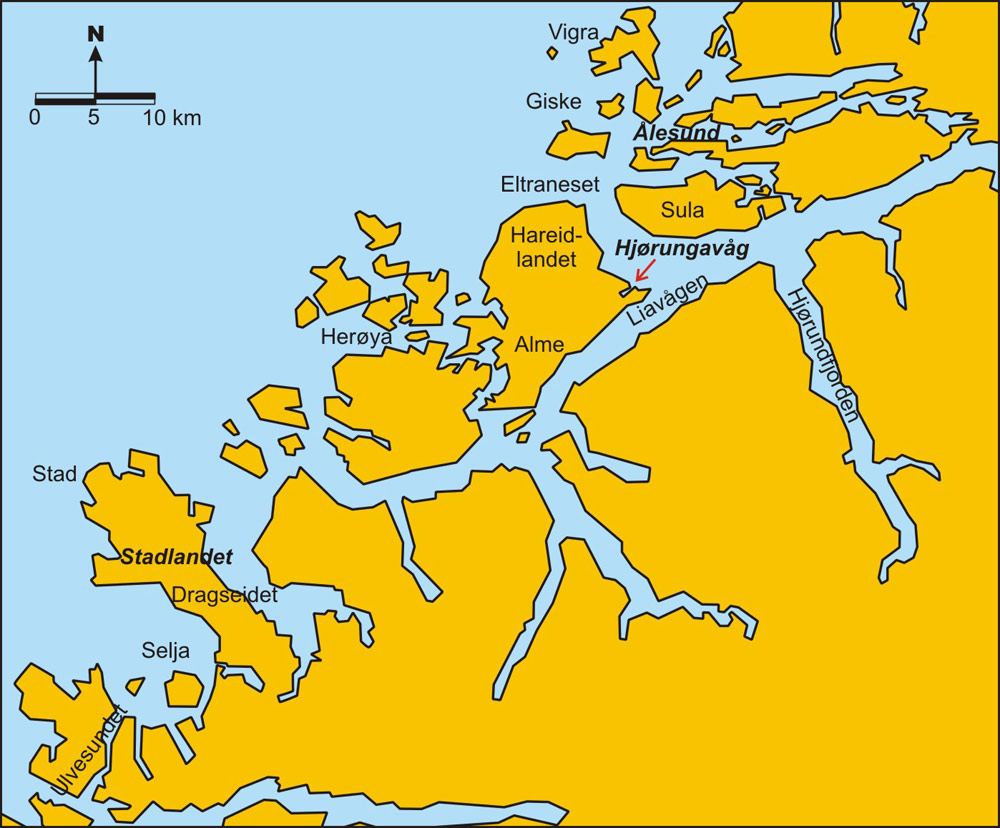
Localisation de Hareidlandet

L'île de 165 km2 abrite la ville de Ulsteinvik, et plusieurs villages importants du district de Sunnmøre : Eiksund (en), Haddal (en), Hasund, Brandal (en), Hareid et Hjørungavåg (en). Elle est la deuxième île la plus peuplée de Sunnmøre après Oksenøya dans les municipalités d'Ålesund et de Skodje. 
L'île est reliée au continent au sud via le Eiksund Bridge (en) à l'île d'Eika qui à son tour est reliée au continent par le tunnel d'Eiksund. Du côté ouest, l'île est reliée par des ponts aux îles de Dimnøya et Gurskøya. Du côté est, il y a une liaison par ferry vers l'île de Sula.

## Histoire
L'île est mentionnée par Snorri Sturluson dans ses récits de la Bataille du détroit de Hjörung en 986, au cours de laquelle Håkon Sigurdsson a vaincu Harald Blåtand et les Jomsvikings. L'île est citée comme Höð.

## Galerie

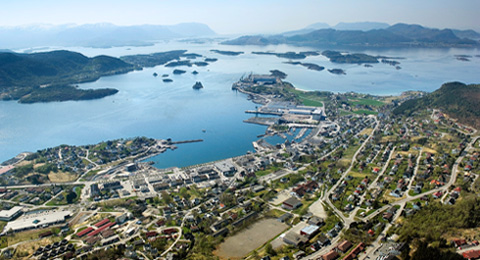
La ville de Ulsteinvik
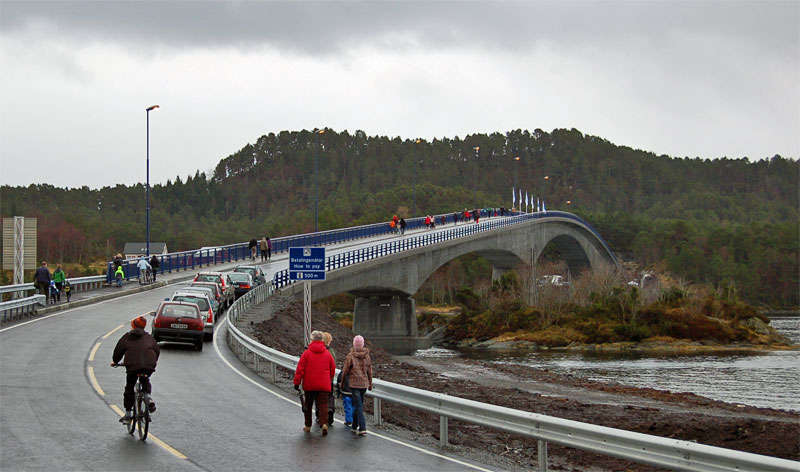
Pont d'Eiksund
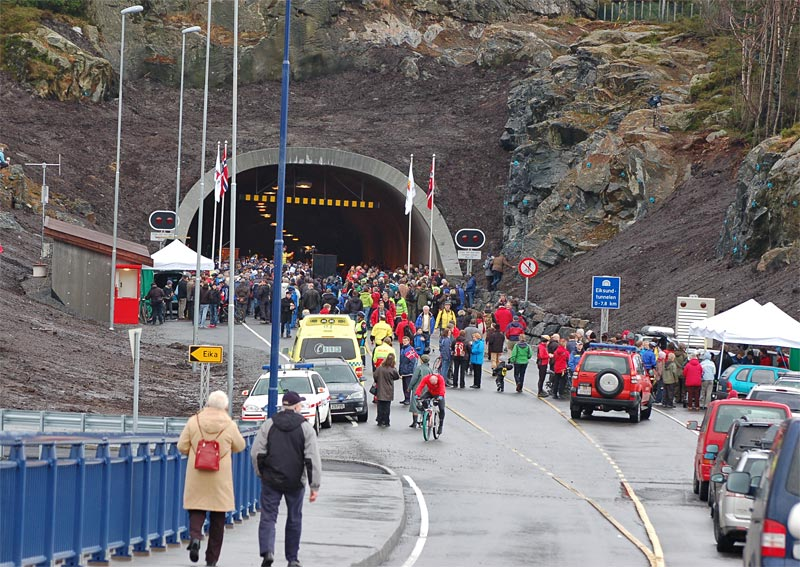
Tunnel d'Eiksund
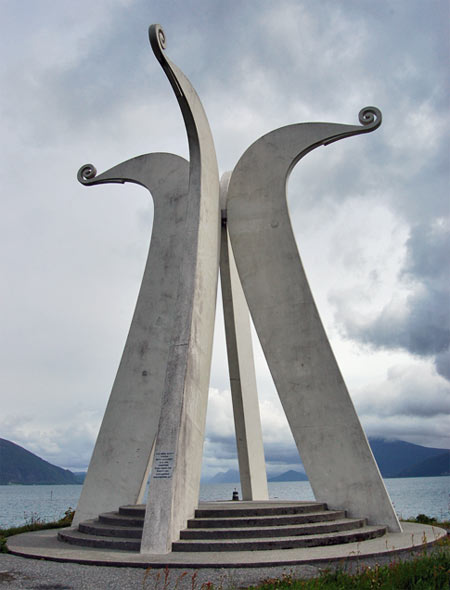
Mémorial à Hjørungavåg